# قره بن شریک العبسی
قره بن شریک العبسی (انگلیسی: Qurra ibn Sharik al-Absi; درگذشته ۷۱۵) فرمانروای مصر در دوران خلافت اموی بود.